# Setaria paucifolia
Setaria paucifolia är en gräsart som först beskrevs av Thomas Morong, och fick sitt nu gällande namn av Carl Lindman. Setaria paucifolia ingår i släktet kolvhirser, och familjen gräs. Inga underarter finns listade i Catalogue of Life.